# Грибань Надія Павлівна
Наді́я Па́влівна Гриба́нь  (нар. 3 квітня 1927, Чапліївка) — українська художниця, майстриня розпису тканин; член Спілки радянських художників України з 1961 року. Заслужений художник УРСР з 1982 року.

## Життєпис
Народилася 3 квітня 1927 року в селі Чапліївці (тепер Шосткинський район Сумської області, Україна). Впродовж 1948—1953 років вчилася в Київському училищі прикладного мистетва. З 1953 по 1983 рік працювала художницею на Дарницькому шовковому комбінаті. Одночасно навчалася і 1962 року закінчила Київську філію Українського поліграфічного інституту імені Івана Федорова. Її педагогами з фаху були Н. Танашева, Сергій Нечипоренко, Сергій Колос, Михайло Іванов.
1974 року нагороджена орденом Трудового Червоного Прапора. Мешкала в Києві, в будинку на вулиці Краківській № 11, квартира № 4.

## Творчість
Працювала в галузі графіки та декоративно-прикладного мистецтва (художній текстиль), створювала малюнки для вибивних декоративних тканин, хусток та гобеленів. Серед робіт:
малюнки для вибивних шовкових тканин
- «Берізка» (1957—1960);
- «Писанки» (1957—1960);
- «Метро» (1957—1960);
- «Юність» (1961—1964);
- «Закарпаття» (1961—1964);
- «Каштани» (1965);
- «Оксана» (1965—1969);
- «Платани» (1971);
- «Гарбузи» (1971);
- «Квітуча Полтавщина» (1973);
- «Літо» (1976);
- «День Перемоги» (1977);
- «Черемшина» (1978);
- «Садок вишневий» (1981);

малюнки для хусток і гобеленів
- «Весна» (1967);
- «Сузір'я» (1970);
- «Птах» (1970);
- «Квітень» (1970);
- «Лугом іду» (1977);
- «Ромашки польові» (1979);
- «Біля рідного дому» (1983);
- «Квітучі трави» (1986);
- «Прохолодне море» (1990);
- «Звуки моря» (1991);
- «Підмитий берег» (1994);

графіка
- «Бузок із кульбабами» (1974);
- «Квіти з Ведмідь-гори» (1978);
- «Дерево, що вросло в каміння» (1978);
- «Польові квіти» (1993);
- «Хризантеми» (1995);

акварелі
- «Земля і камінь» (1971);
- «Сон-трава серед беріз» (1974);
- «Підмитий берег. Незабудки» (1975);
- «Півники з квітучими травами» (1977);

батики
- «Життя» (1974);
- «Зелена нива» (середина 1970-х).

Брала участь в обласних, всеукраїнських, всесоюзних та всесвітніх мистецьких виставках з 1957 року. Персонольні виставки пройшли у Києві у 1983 році та Львові у 1984 році.